# Jacques Loeb
Jacques Loeb (Mayen, cerca de Coblenza, 7 de abril de 1859-Hamilton, Bermudas, 11 de febrero de 1924) fue un fisiólogo y biólogo estadounidense nacido en Alemania.

## Biografía
Nacido en Mayen, localidad de la Prusia Renana, fue educado en las universidades de Berlín, Múnich y Estrasburgo. Realizó un curso de posgrado en las universidades de Estrasburgo y de Berlín, y en 1886 y se convirtió en asistente en el instituto fisiológico de la Universidad de Wurzburgo, permaneciendo allí hasta 1888, cuando marchó con un cargo parecido a Estrasburgo. Durante sus vacaciones realizó investigaciones biológicas, en Kiel en 1888, y en Nápoles en 1889 y 1890. 
En 1892 fue llamado a la Universidad de Chicago como profesor asistente de fisiología y biología experimental, convirtiéndose en  profesor asociado en 1895 y profesor de fisiología en 1899. En 1902 fue llamado para ocupar un cargo similar en la Universidad de California. En 1910 Loeb se mudó al Instituto de Investigación Médica Rockefeller en Nueva York, en donde encabezó el Departamento creado para él. Permaneció en Rockefeller (actualmente Universidad de Rockefeller) hasta su muerte.
Durante la mayoría de estos años Loeb pasó sus veranos en el Laboratorio de Biología Marina en Woods Hole, Massachusetts, realizando experimentos sobre variados invertebrados marinos. Fue en el Laboratorio donde  Loeb hizo su experimento más famoso, sobre la  partenogénesis artificial. Loeb fue capaz de causar que los huevos de erizos de mar comenzaran el desarrollo embrionario sin esperma. Esto fue logrado por medio de leves modificaciones químicas del agua en la que se mantenían los huevos.
Loeb se convirtió en uno de los científicos más famosos de Estados Unidos, ampliamente tratado en periódicos y revistas. Fue el modelo para el personaje de Max Gottlieb en la novela ganadora de un premio Pulitzer de Sinclair Lewis Arrowsmith, el primer gran trabajo de ficción en idealizar e idolatrar la ciencia pura.
Loeb fue nominado varias veces para el Premio Nobel pero nunca ganó.

## Área de investigación
Los principales temas de sus trabajos son:
- Tropismos animales y su relación con los instintos de los animales
- Heteromorfosis, por ejemplo, sustitución voluntaria de un órgano de un animal por otro.
- Efectos tóxicos y antitóxicos de los iones
- Partenogénesis artificial.
- Hibridación de huevos de erizos de mar por esperma de estrella de mar.

## Obra
- Der Heliotropismus der Thiere und seine Uebereinstimmung mit dem Heliotropismus der Pflanzen, Würzburg: Verlag von Georg Hertz, 1890
- Untersuchungen zur physiologischen Morphologie der Thiere, Würzburg: Verlag von Georg Hertz, 1891–1892. 2 vols., vol. 1: Ueber Heteromorphose, vol. 2: Organbildung und Wachsthum.
- Einleitung in die vergleichende Gehirnphysiologie und vergleichende Psychologie, Leipzig: J. A. Barth, 1899. English ed., Comparative physiology of the brain and comparative psychology, New York: Putnam, 1900
- Studies in general physiology, Chicago: The University of Chicago Press, 1905
- The dynamics of living matter, New York: Columbia University Press, 1906
- The mechanistic conception of life: biological essays, Chicago: The University of Chicago Press, 1912; reprint, Cambridge, Mass.: Harvard University Press, 1964
- Artificial parthenogenesis and fertilization, tr. from German by W. O. Redman King, rev. and ed. by Loeb. Chicago: The University of Chicago Press, 1913
- The organism as a whole, from a physicochemical viewpoint, New York: Putnam, 1916
- Forced movements, tropisms, and animal conduct, Philadelphia: J. B. Lippincott, 1918
- Proteins and the theory of colloidal behavior, New York: McGraw-Hill, 1922

EL trabajo más famoso e influyente de Loeb fue La Concepción Mecanicista de la Vida. Contiene traducciones al inglés de algunas de sus publicaciones anteriores, las cuales estaban en alemán.
- Datos: Q62982
- Multimedia: Jacques Loeb / Q62982